# Trimalaconothrus indusiatus
Trimalaconothrus indusiatus är en kvalsterart som först beskrevs av Berlese 1916.  Trimalaconothrus indusiatus ingår i släktet Trimalaconothrus och familjen Malaconothridae. Inga underarter finns listade i Catalogue of Life.